# Bigwala
Le bigwala  désigne une danse accompagnée d'un jeu de trompes en Ouganda. Datant du dix-huitième siècle, elle est pratiquée par le peuple basoga. En déclin, elle figure sur la liste du patrimoine immatériel nécessitant une sauvegarde urgente depuis 2012. 

## Pratique
Le peuple basoga d'Ouganda pratique le bigwala à l'occasion d'intronisations et de funérailles, puis plus récemment d'évènements sociaux. Cinq trompes de calebasses sont jouées, accompagnées d'une danse propre au Bigwala. Une trompe commence à jouer, puis les autres, puis, dans cet ordre : cinq joueurs de tambours, des chanteurs et des danseurs, dont la danse consiste en un déhanchement, en des mouvements de bras et en un tour (autour des musiciens). Les femmes spectatrices manifestent leur joie. Les chants traitent de l'histoire du peuple basoga, en insistant sur les personnages royaux. L'autorité, le mariage et les pratiques acceptables constituent d'autres thèmes abordés. 
Un article évoque aussi des violons locaux. La tradition orale veut que cette pratique remonte au dix-huitième siècle. Elle peut être l'occasion de rencontrer son futur partenaire de vie (époux ou épouse). 

## Déclin et mesures de sauvegarde
Le bigwala intègre en 2012 la liste du patrimoine immatériel nécessitant une sauvegarde urgente par décision de l'UNESCO. D'après la description officielle de cette institution, il ne reste que quatre personnes maîtrisant totalement cet art, qui se heurtent à des problèmes financiers lorsqu'elles veulent le transmettre. Par conséquent, le bigwala risque de disparaitre. Ce risque a pour facteurs la disparition des institutions culturelles dans les années 1960, puis les guerres. Beaucoup de jeunes se désintéressent du Bigwala, lui préférant la culture plus contemporaine, et jugeant cet art archaïque. En guise de mesure de sauvegarde, il peut avoir lieu dans les écoles. 